# Elżbieta Zawacka

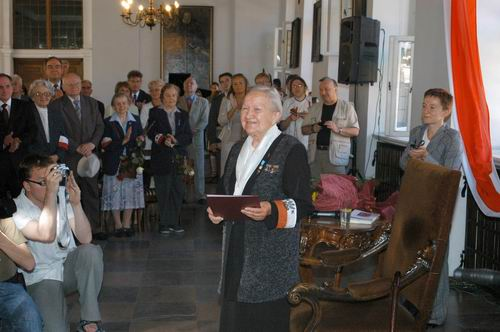
Elżbieta Zawacka in 2006

Elżbieta Zawacka (Toruń, 19 maart 1909 - Toruń, 10 januari 2009) was een Poolse verzetsstrijdster, wiskundige en opvoedkundige. Tijdens de Tweede Wereldoorlog speelde ze een belangrijke rol bij het verzet in Polen, onder andere bij de Opstand van Warschau. Zij was ook de enige vrouwelijke parachutist in een geheime elite eenheid van de Vrije Poolse troepen. Tijdens de oorlog was ze bekend onder de schuilnaam 'Zo'. Vanwege haar grote bijdrage aan het Poolse verzet werd zij in 2006 alsnog benoemd tot brigadegeneraal.

## Jeugd en opleiding
Elżbieta Zawacka  was de dochter van Władysław Zawacki en Marianna Zawacka. Haar vader was een administratief medewerker bij de rechtbank. In haar jeugd sprak ze voornamelijk Duits, wat haar later tijdens haar verzetswerk goed van pas kwam. Ze studeerde wiskunde en onderwijskunde en had daarnaast een grote belangstelling voor geschiedenis. Toen in 1939 de oorlog uitbrak was ze lerares wiskunde.

## Tweede Wereldoorlog en periode daarna
Zawacka was tijdens de oorlog zowel betrokken bij de verzetsbeweging het Thuisleger (Armia Krajowa) in Polen zelf, als bij de Vrije Poolse troepen die meevochten aan de zijde van de geallieerden. Zij was een van de beste internationale koeriers van het Thuisleger. Zij doorkruiste talloze keren bezet Europa om informatie, geld en personen over te brengen, en contact te onderhouden tussen het Thuisleger en de Poolse regering in ballingschap in Londen. Ze organiseerde verzetsgroepen in Silezië en maakte deel uit van de Opstand van Warschau.  Zij was de enige vrouw bij de paratroepen van de Cichociemni ('de onzichtbaren en stillen'), een geheime elite eenheid van het Poolse leger in het buitenland. In het verzet was ze bekend onder de schuilnamen Zelma, Sulica en Zo.

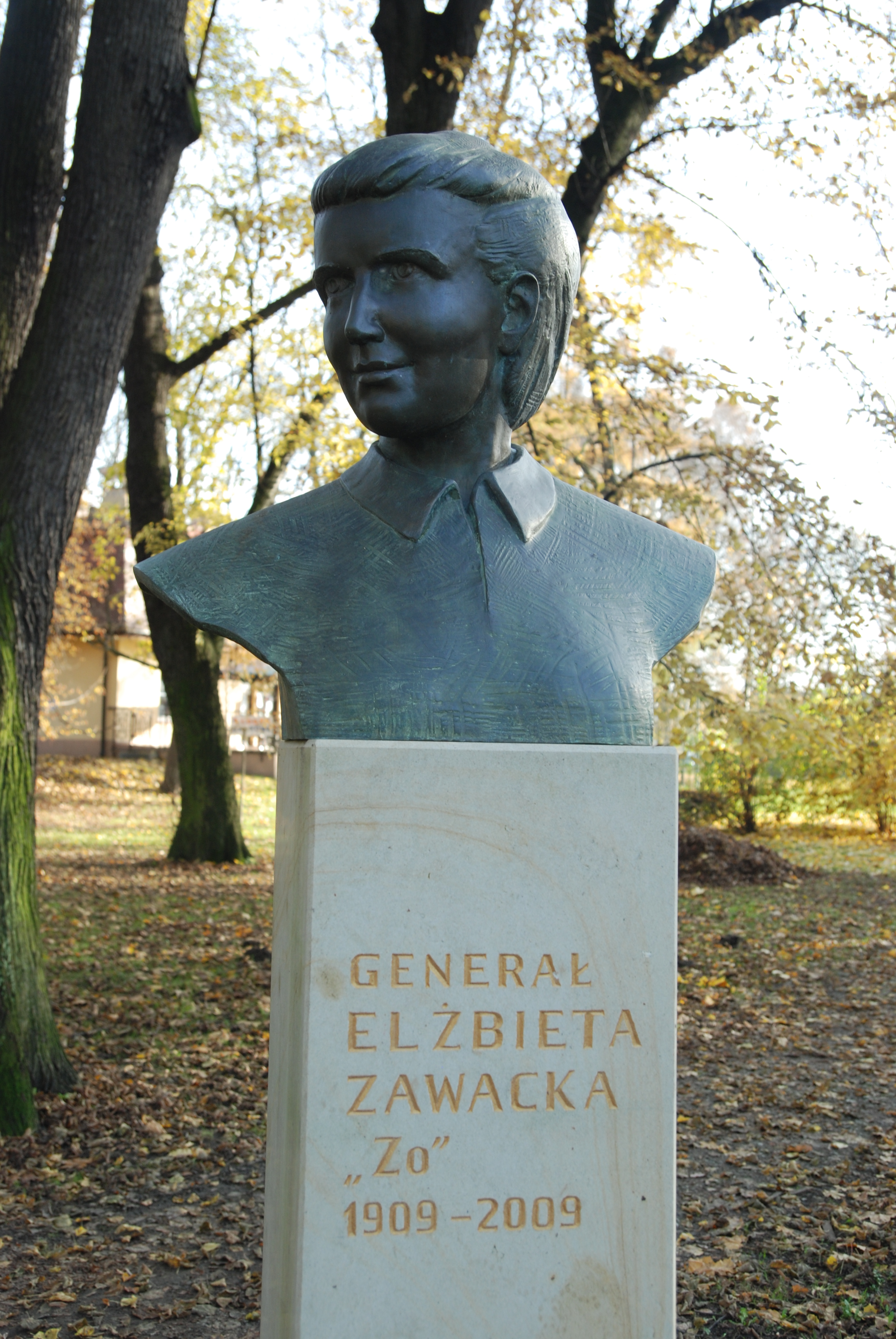
Monument voor Elzbieta Zawacka in Krakau.

Na de oorlog  was ze in de Volksrepubliek Polen betrokken bij  de anticommunistische organisatie Vrijheid en Onafhankelijkheid; hiervoor werd ze in 1951 veroordeeld tot tien jaar gevangenis. Bij een amnestie in 1956 kwam ze weer vrij.
Zij was hoogleraar aan de Nicolaus Copernicus-Universiteit in Toruń. Na haar pensionering in 1976 zette ze zich in voor de nagedachtenis van haar medestrijders en de geschiedschrijving van het verzet tegen de Nazi's. Zij was medeoprichter van organisaties van oud-strijders en van het Generaal Grot-Rowecki Museum en Archief in Warschau. Na de val van het communistische regime richtte ze de Stichting Pomorskie Armii Krajowej oraz Wojskowej Służby Polek w Toruniu op (Nederlands: Pommerens archief en museum van het Thuisleger). Dit archief speelt een belangrijke rol bij het bewaren van erfgoed dat te maken heeft met het Thuisleger en de rol van vrouwen in het Poolse verzet en heet tegenwoordig Fundacji Generał Elżbiety Zawackiej.
In 2006 werd Elżbieta Zawacka door de Poolse president Lech Kaczyński vanwege haar rol in het verzet benoemd tot brigadegeneraal.

## Onderscheidingen
Elżbieta Zawacka ontving de volgende onderscheidingen:
- Orde Orła Białego/Orde van de Witte Adelaar
- Krzyż Oficerski/Officierskruis, Onderscheiding (1990)
- Orde Odrodzenia Polski – Krzyż Komandorski z Gwiazdą, Onderscheiding (1993)
- Benoeming tot brigadegeneraal (2006)

## Externe bronnen
- (pl)  Video: Elżbieta Zawacka vertelt over haar leven
- (pl)  Elżbieta Zawacka Stichting
- Bernard O'Connell. General Elzbieta Zawacka: Polish soldier and courier during World War Two. ISBN 9781291912241